# Moreland Zebras Football Club
Maillots
Le Moreland Zebras (anciennement : Whittlesea Zebras) est un club de football australien fondé en 1948.